# Dieter Schuh
Dieter Schuh (geboren in 1942) is een Duits tibetoloog, ondernemer en politicus.

## Loopbaan
Schuh promoveerde aan de Rheinische Friedrich-Wilhelms Universiteit in Bonn in 1972 en verwierf de habilitatie in 1976. Sinds 1978 is hij professor Tibetologie.
Naast zijn wetenschappelijke carrière was Schuh ondernemer. Sinds 1983 hebben hij en zijn zoon Temba een onderneming in handel en bemiddeling van onroerend goed. Verder startte hij op 1 maart 1996 het weekblad Neue Hallesche Tageblatt dat hij na enkele weken weer ophief. Sinds 1994 is hij onafhankelijk gemeenteraadslid van de stad Halle in Saksen-Anhalt (stand maart 2007).
Voor onderzoeksprojecten en zakenreizen verbleef hij meermaals in Tibet. Hierover heeft hij veel publicaties voortgebracht. Bij verschillende publicaties werkte hij samen met andere tibetologen, waaronder Luciano Petech, Christopher Beckwith en Peter Schwieger. Verder deed hij de redactie voor verschillende boeken. In 1983 bracht hij het boek Tibet - Traum und Wirklichkeit uit en verscheen de documentaire Schneeland Tibet die verslag doen van zijn reis die hij samen met de ZDF naar Tibet ondernam.
Hij is emeritus hoogleraar sinds 2007. Ter gelegenheid van zijn 65e verjaardag werd het jubileumwerk Tibetstudien: Festschrift für Dieter Schuh zum 65. Geburtstag uitgegeven, met bijdragen van verschillende andere tibetologen. Hij woont in Zwitserland.
Dieter Schuh voert de leiding over de IITBS GmbH (International Institute for Tibetan and Buddhist Studies GmbH) in Zwitserland.
Schuh staat aan het hoofd van de International Institute for Tibetan and Buddhist Studies (ITTBS) dat het projectTibet-Encyclopaedia heeft uitgebracht. Naast Schuh werken hieraan de volgende tibetologen mee: Wolfgang Bertsch, Christoph Cüppers, Franz-Karl Ehrhard, Karl-Heinz Everding, Petra H. Maurer en Peter Schwieger.